# Exotic Point
Der Exotic Point (englisch von russisch Мыс Екзотичезкий Mys Eksotitschesky, deutsch ‚Exotisches Kap‘, in Argentinien Cabo Sarratea, in Chile Cabo Eusebio) ist eine Landspitze von King George Island im Archipel der Südlichen Shetlandinseln. Sie liegt auf der Südwestseite der Fildes-Halbinsel und markiert südlich die Einfahrt zur Geographers Cove.
Geologen einer sowjetischen Antarktisexpedition nahmen 1968 die Benennung vor. Namensgebend ist vermutlich, dass sich das Gestein dieser Landspitze von denjenigen in der Umgebung unterscheidet. Das UK Antarctic Place-Names Committee übertrug die russische Benennung am 7. Februar 1978 abgewandelt ins Englische. 
Namensgeber der argentinischen Benennung ist der argentinische Politiker und Diplomat Manuel de Sarratea (1774–1849). Chilenische Wissenschaftler benannten sie dagegen nach dem chilenischen Geologen Eusebio Flores Silva (1920–1990), Begründer des Lehrstuhls für Geologie an der Universidad de Chile und Teilnehmer an der 1. Chilenischen Antarktisexpedition (1946–1947). Im Composite Gazetteer of Antarctica ist zudem unter nahezu identischen Geokoordinaten eine Landspitze verzeichnet, die chinesische Wissenschaftler Shimen Bandao (chinesisch 石門半島 Shimen-Halbinsel) benannten.